# Andrea Papetti
Andrea Papetti (Cernusco sul Naviglio, 3 juli 2002) is een Italiaans voetballer die doorgaans speelt als centrale verdediger. In juli 2025 verruilde hij Brescia voor Reggiana.

## Clubcarrière
Papetti speelde in de jeugdopleiding van Brescia en maakte bij die club ook zijn professionele debuut. Op 9 maart 2020 speelde de verdediger voor het eerst mee in de Serie A, toen hij tegen Sassuolo van coach Luis Diego López in de basis mocht beginnen. Hij speelde het gehele duel mee en zag zijn team met 3–0 verliezen door twee doelpunten van Francesco Caputo en een van Jérémie Boga. Papetti kwam op 5 juli van dat jaar voor het eerst tot scoren, toen hij zeven minuten na rust op aangeven van Sandro Tonali in het eigen Stadio Mario Rigamonti de score opende tegen Hellas Verona. Uiteindelijk won Brescia met 2–0 doordat ook Alfredo Donnarumma nog doel wist te treffen.
Na afloop van het seizoen 2019/20 degradeerde Brescia naar de Serie B. Papetti tekende in december 2020 een nieuw contract bij de club, tot medio 2023. Zijn contract werd later nog een keer verlengd en in december 2023 opnieuw opengebroken, om verlengd te worden tot medio 2027. Aan het einde van het seizoen 2024/25 degradeerde Brescia uit de Serie B, waarna Papetti de club verliet. Hij tekende voor twee seizoenen bij Reggiana.

## Clubstatistieken
| Seizoen | Club     | Competitie | Competitie | Competitie | Beker | Beker | Internationaal | Internationaal | Totaal | Totaal |
| Seizoen | Club     | Competitie | Wed.       | Dlp.       | Wed.  | Dlp.  | Wed.           | Dlp.           | Wed.   | Dlp.   |
| ------- | -------- | ---------- | ---------- | ---------- | ----- | ----- | -------------- | -------------- | ------ | ------ |
| 2019/20 | Brescia  | Serie A    | 11         | 1          | 0     | 0     | —              | —              | 11     | 1      |
| 2020/21 | Brescia  | Serie B    | 17         | 1          | 0     | 0     | —              | —              | 17     | 1      |
| 2021/22 | Brescia  | Serie B    | 5          | 0          | 0     | 0     | —              | —              | 5      | 0      |
| 2022/23 | Brescia  | Serie B    | 20         | 0          | 0     | 0     | —              | —              | 20     | 0      |
| 2023/24 | Brescia  | Serie B    | 34         | 1          | 0     | 0     | —              | —              | 34     | 1      |
| 2024/25 | Brescia  | Serie B    | 17         | 0          | 2     | 0     | —              | —              | 19     | 0      |
| 2025/26 | Reggiana | Serie B    | 0          | 0          | 0     | 0     | —              | —              | 0      | 0      |
| Totaal  | Totaal   | Totaal     | 104        | 3          | 2     | 0     | 0              | 0              | 106    | 3      |

Bijgewerkt op 11 juli 2025.